# Bümpliz

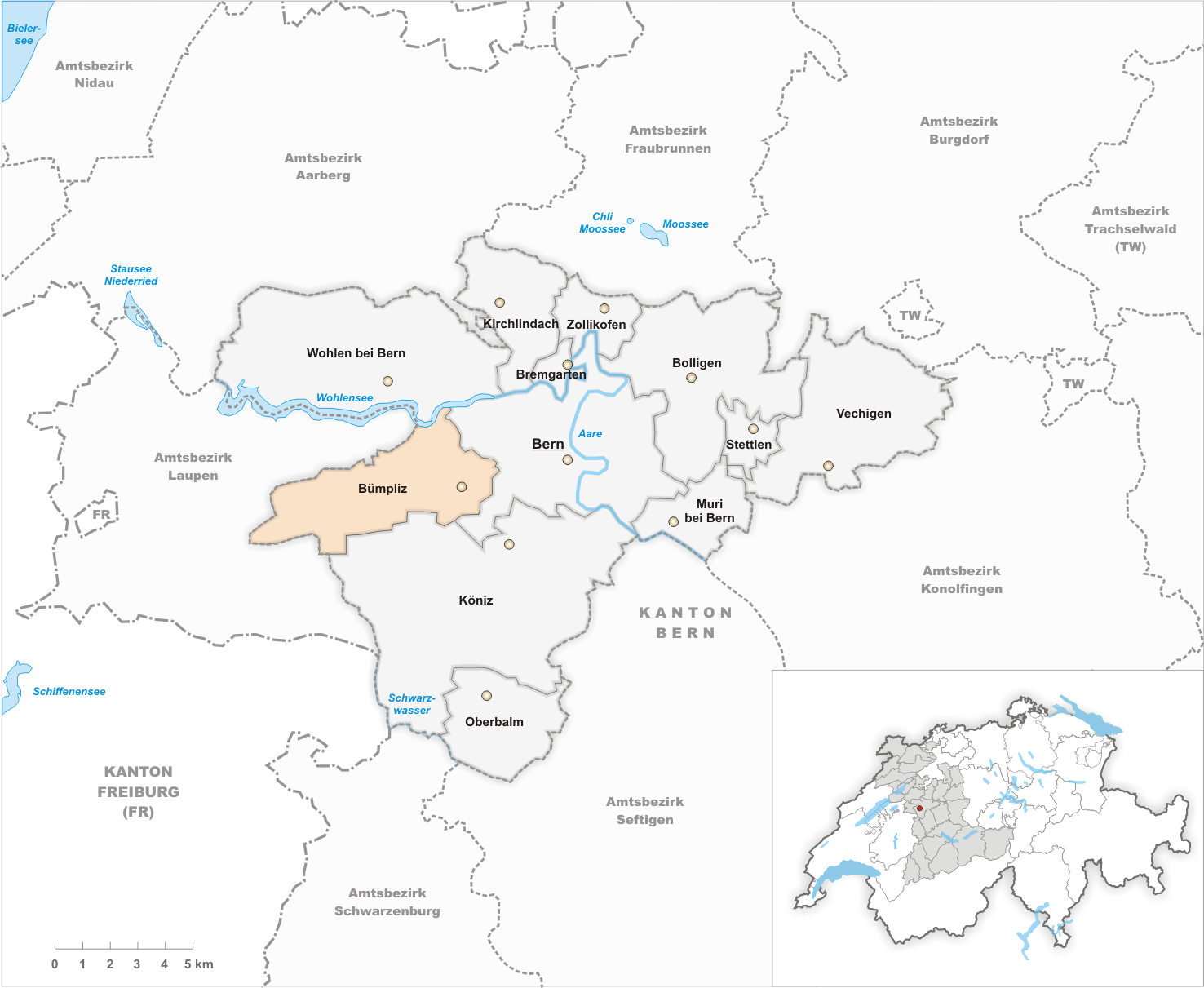
Gemeindestand vor der Fusion am 1. Januar 1919

Bümpliz ist ein statistischer Bezirk im Stadtteil Bümpliz-Oberbottigen (VI) im Westen der Stadt Bern. Zu Bümpliz gehören die gebräuchlichen Quartiere Winterhale, Stapfenacker, Fellergut, Teile von Stöckacker, Bodenweid, Weidmatt, Hohliebe, Wangenmatt, Kleefeld, Bümpliz Süd, Bümpliz Dorf sowie Teile von Niederbottigen.
Der Leist Bümpliz bezeichnet sein Gebiet als Südquartier.
Der Stadtbach, welcher in die Aare mündet, fliesst teilweise untermauert oder renaturiert durch das Quartiergebiet.

## Geschichte

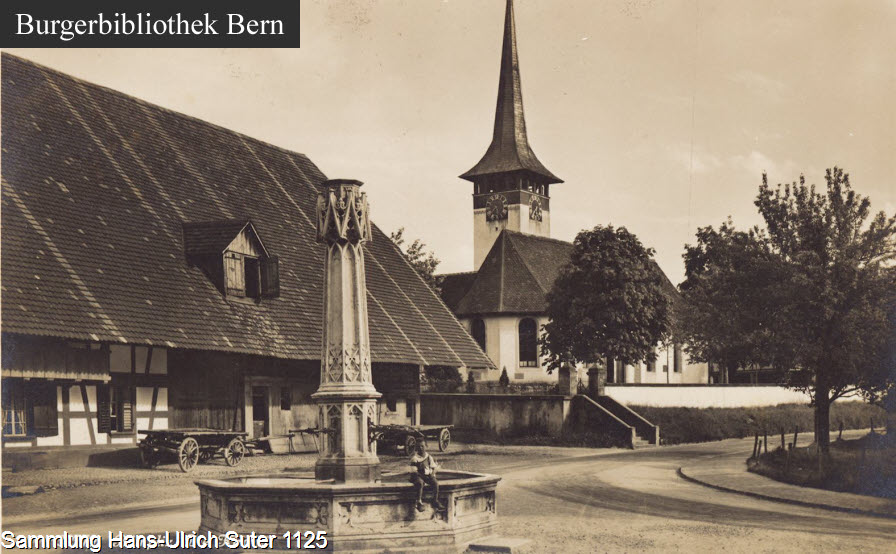
Bümpliz-Dorfkern mit Bienzgut, Kirche und Davidbrunnen, ca. 1926

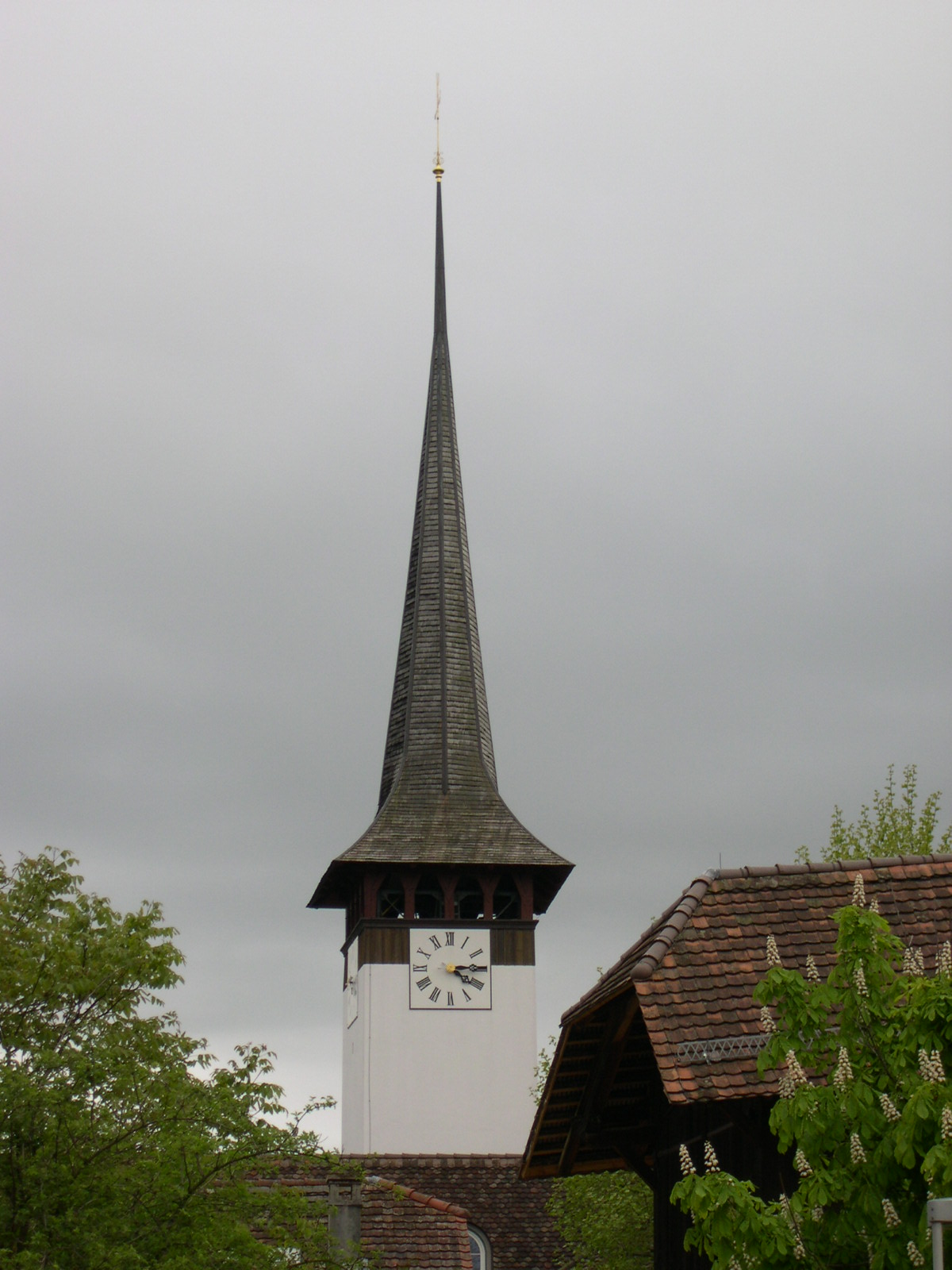
Turm der reformierten Kirche Bümpliz

Das heutige Gebiet wurde schon früh durch Menschen besiedelt; erste Zeugnisse stellen Funde von Keltengräbern dar, welche an der heutigen Morgenstrasse ausgehoben wurden.
Der erst kürzlich entdeckte Gutshof, der während Umbauten zu Tage kam, stammt aus römischen Tagen.
Der Name des Dorfes ist erstmals 1016 als Pimpenymgis und 1235 als Bimplitz beurkundet. Seit dem 7. Jahrhundert gab es dort eine dem heiligen Mauritius geweihte Kirche, in deren Nähe ab dem 9. Jahrhundert ein hochburgundischer Königshof mit hölzernem Wehrbau errichtet wurde, an dessen Stelle heute das Alte Schloss Bümpliz steht. 1742 wurde daneben das Neue Schloss Bümpliz gebaut. Im 19. Jahrhundert beherbergte dieses eine Knabenerziehungsanstalt, die dem ganzen Dorf den berndeutschen Spitznamen Löffelschlyffi (Löffelschleiferei) eintrug. Mittlerweile dient das Schloss als Zivilstandsamt des Kreises Bern.
1860 erhielt Bümpliz eine Bahnstation (heute: Bern-Bümpliz Süd) an der im selben Jahr eröffneten Linie Bern–Balliswil (1862 bis Lausanne) und 1901 eine zweite an der Linie Bern–Neuenburg (heute: Bern-Bümpliz Nord). Zwischen 1900 und 1910 wuchs die Bevölkerungszahl von 3323 auf 5286. Das Dorf geriet in Finanznot, und 1907 begannen die Verhandlungen zur Eingemeindung in die Stadt Bern, wo viele der neuen Einwohner arbeiteten. Die damaligen Vorgänge wurden von Carl Albert Loosli, dem «Philosophen von Bümpliz», im Roman Es starb ein Dorf beschrieben.
1919 war die Eingemeindung abgeschlossen. In der Folgezeit siedelten sich in Bümpliz zahlreiche Industrie- und Gewerbebetriebe an, und seit den 1950er Jahren entstanden hier mehrere Hochhausquartiere, zum Beispiel die Überbauungen Neuhaus, Tscharnergut, Schwabgut oder Gäbelbach, die das Bild des Stadtteils prägen und einzigartig in der Schweizer Architekturlandschaft sind. Das Ende des 19. Jahrhunderts angelegte Gelände des heutigen Friedhofs Bümpliz wurde 1987 bis 1994 unter Mitwirkung des Künstlers Schang Hutter erweitert und besitzt seit 2003 als letzter der drei Stadtberner Friedhöfe eine eigene Abdankungshalle und eine ästhetische Urnenwand.

## Bebauung

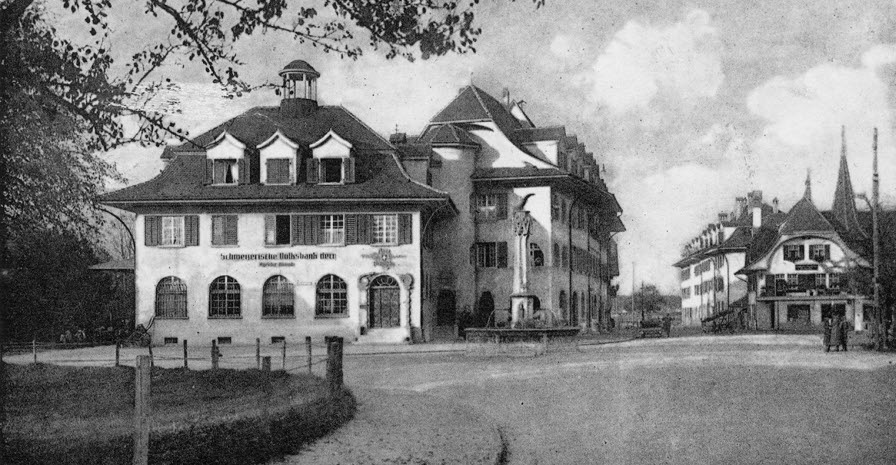
Bümpliz-Postplatz mit Davidbrunnen, ca. 1936

Zu Beginn des 20. Jahrhunderts plante Karl Indermühle, der Architekt der später an der Landesausstellung 1914 in Bern das "Schweizerdörfli" baute, eine Quartierüberbauung im Kerngebiet zwischen dem Schloss und der Kirche. Davon wurden viele Wohn- und Geschäftsbauten realisiert, die denkmalgeschützt das Zentrum von Bümpliz prägen, beispielsweise am ehemaligen Postplatz.
Bümpliz weist zusammen mit dem benachbarten Bethlehem eine der bedeutendsten Architekturlandschaften der Nachkriegszeit der Schweiz auf. Als Bern nach dem Zweiten Weltkrieg erstmals über 100'000 Einwohner zählte, musste dringend neuer Wohnraum geschaffen werden. So kauften Baukonsortien und die Stadt Bern viele der grossen bernburgerischen Landgüter im heutigen Stadtteil VI auf, um auf ihnen zuerst grosse Ein- und Mehrfamilienhausquartiere wie z. B. den Bethlehemacker und die Meienegg, später auch grossflächige Wohnüberbauungen wie z. B. das Tscharnergut oder das Kleefeld, zu errichten.
Die Erweiterung von Bern (geplant sind bis 2030 17'000 neue Bewohner) soll auch im Westen erfolgen, indem neben einer Verdichtung weitere Wohnungen «auf der grünen Wiese» gebaut werden sollen. Vorgesehen scheint dafür Niederbottigen, das im westlichen Teil zu Bümpliz gehört. Die gute Verkehrsanbindung von Brünnen auf der angrenzenden Bethlehemer Seite der Bahnlinie scheint ein Argument dafür zu sein.

## Bevölkerung
Die Wohnbevölkerung betrug 2022 16'912 Personen, davon 10'965 Schweizer und 5'947 Ausländer. Er ist der bevölkerungsreichste statistische Bezirk von Bern.
1990 wohnten in Bümpliz 17'216 (im gesamten Stadtteil VI 33'509) Menschen, 2009 waren es nur noch 15'832 (bzw. 31'380), wobei sich die Bevölkerung im Jahr 2010 wieder auf 16'057 (32'405) erhöht hat.
In der Bevölkerung herrschte 2010 bei einem Ausländeranteil von 28,9 % eine grosse kulturelle und ethnische Vielfalt. Zahlenmässig am stärksten vertreten waren hierbei Italien (816 Menschen), gefolgt von Deutschland (392) und Nordmazedonien (390).
Auch 38 % aller in Bern lebenden Spanier wohnten mit Stand 2016 im Stadtteil VI. Sie bilden die drittgrösste ausländische Nation der Stadt. Ebenso sind die Mehrheiten der vier nächstgrösseren Nationen Portugal (54,0 %), Kosovo (63,0 %), Nordmazedonien (79,1 %) und Türkei (59,2 %) hier zu Hause, des Weiteren die grössten Gruppierungen von Personen aus Bosnien-Herzegowina, Kroatien, Polen, Serbien sowie der Slowakischen und Tschechischen Republik.

## Verkehrsanbindung

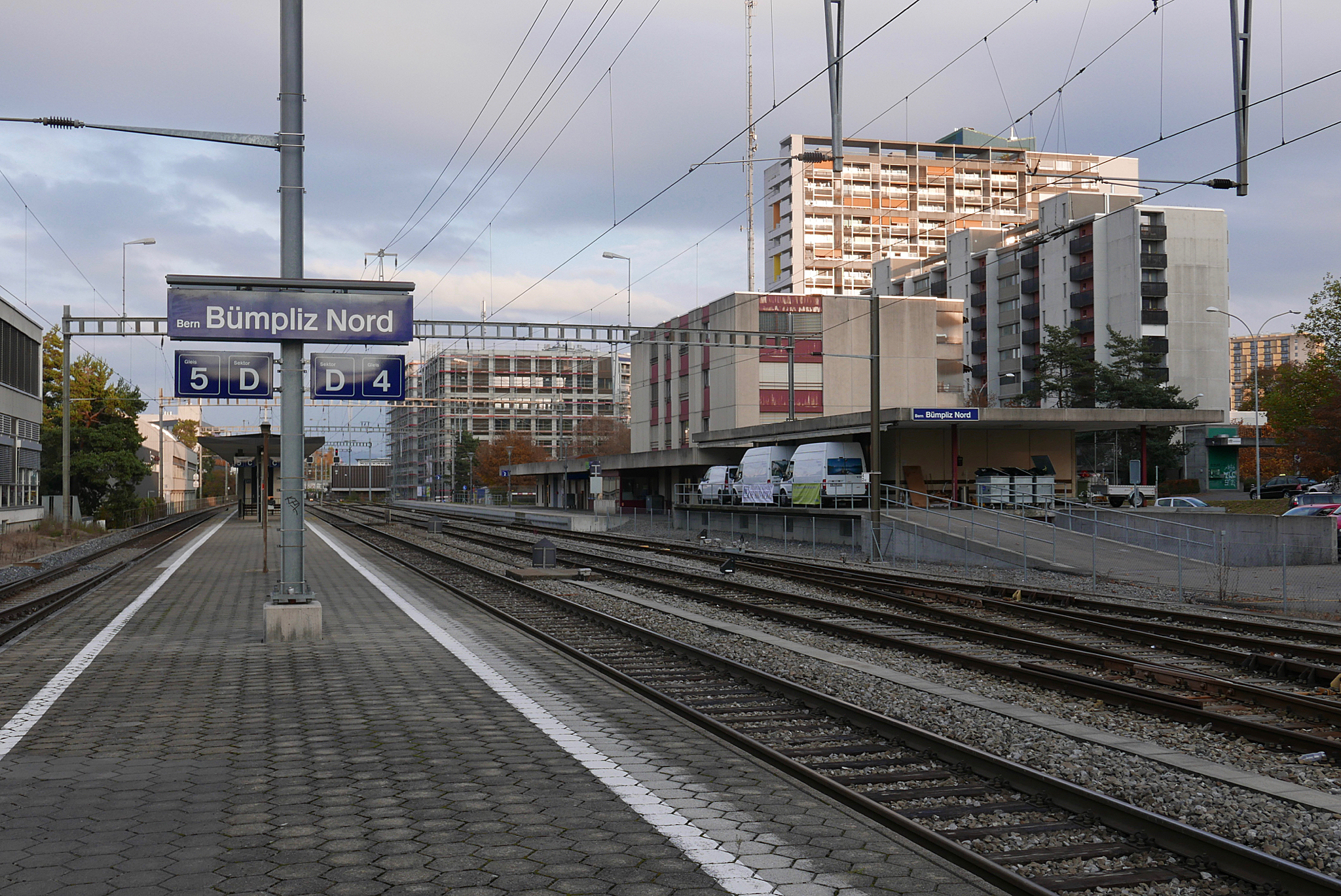
Bahnhof Bern Bümpliz Nord (2016)

Das Quartier ist verkehrstechnisch sehr gut erschlossen. Die BLS verbindet die Bahnhöfe Bümpliz Nord (Linie Bern-Neuenburg) und Bümpliz Süd (Linie Bern-Fribourg) mit Bern. Die Bahnhöfe selbst werden durch die Buslinie 27 untereinander erschlossen.
Bümpliz ist durch die Linie 7 der Strassenbahn Bern direkt mit dem Bahnhof Bern und dem Ostring verbunden. Weiter verbindet die Buslinie 27 Niederwangen mit der Badeanstalt Weyermannshaus. Diese Linie fährt quer durch Bümpliz und bewirkt dadurch eine gute Erschliessung des Quartiers in sich und mit dem Nachbarquartier Bern-Bethlehem.
Mit dem Autobahnanschluss Bern-Bümpliz/Köniz ist das Quartier, mit der A12, an das Schweizer Autobahnnetz angeschlossen.

## Wirtschaft
In Bümpliz waren verschiedene Unternehmen von nationaler und internationaler Bedeutung angesiedelt. 
Von 1905 bis 1989 betrieb die 1895 von Albert Benteli gegründete Buch- und Kunstdruckerei Benteli AG eine Druckerei an der Bümplizstrasse. Eine Erweiterung erfuhr das Unternehmen durch die Gründung eines Verlags, der in den 1940er und 1950er Jahren vermehrt Kunstbücher herausgab. Durch die Herausgabe von Kunstkatalogen über Ausstellungen internationaler Künstler verschaffte sich der Verlag einen Namen. Ebenfalls in Bümpliz ansässig war die 1880 gegründete EMCH Aufzüge AG, die an der Landesausstellung von 1914 in Bern einen Durchbruch im Personenliftbau präsentierte. 1928 siedelte sich das Carrosserieunternehmen Gangloff AG an der Freiburgstrasse 170 an. Das Unternehmen hatte zwei Standbeine, indem es zum einen Massaufbauten für Luxusautos wie Bugatti, Voisin, Alfa Romeo und Rolls-Royce herstellte und zum andern Standseilbahnen wie etwa die Ambri-Ritom-Bahn produzierte. Auch im Bereich der Karosserie tätig war die heute noch bestehende Carrosserie Steck AG, die Autos repariert, Fahrzeugaufbauten erstellte und bestehende Fahrzeuge umbaut.
Seit 1896 betrieb Christian Gfeller in Bümpliz eine Windenfabrik, die Telefonapparate und Signalglocken für Bahnen reparierte und bald selbst herstellte. 1902 bewarb sich Gfeller mit Erfolg um eine Konzession, um elektrische Installationen herstellen zu dürfen. Dies erwies sich als umso zukunftsweisender, als nach dem Ersten Weltkrieg Kohle, Holz und Heizöl knapp wurden. Die Firma erweiterte kontinuierlich ihre Produktionspalette, welche in den 1960er Jahren die Bereiche Telefonie, Elektroakustik, Warnanlagen, elektrische Bauteile, mechanische Bauteile und Maschinen umfasste. Produkte wie der für die Entwicklung der Telefonie wichtige Kreuzwähler konnte die Firma in alle fünf Kontinente exportieren. 1984 wurde die Firma von Autophon AG übernommen, welche sich 1987 mit der Hasler Holding AG zur Ascom Holding AG zusammenschloss.

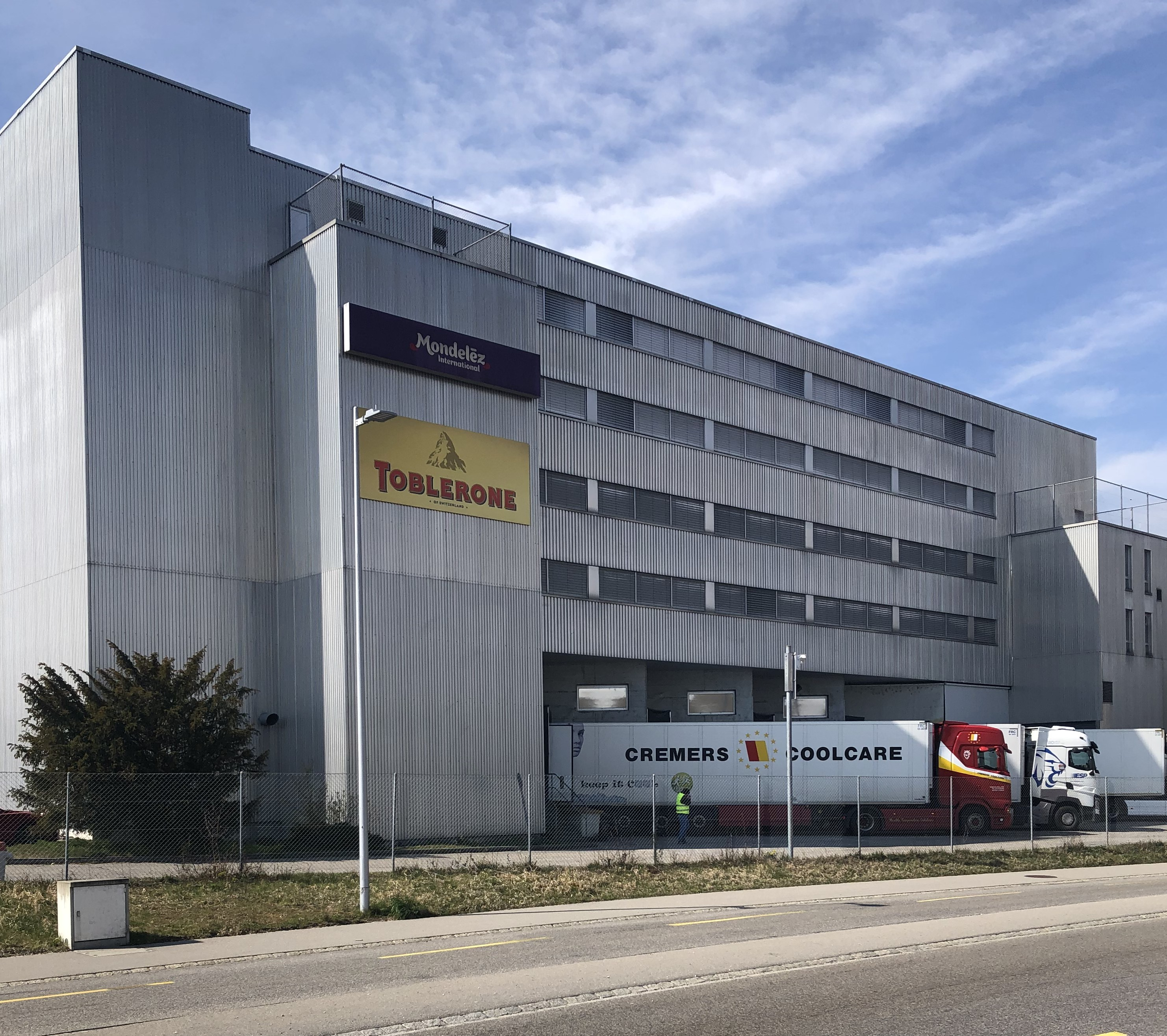
Die Tobleronefabrik in Bern-Brünnen

Neben dem mechanischen Gewerbe liessen sich in Bümpliz auch Nahrungsmittelproduzenten nieder. Noch heute aktiv ist der heute zu Mondelez gehörende Produktionsbetrieb der Toblerone. 1867 von Jean Tobler als 'Confiserie Spéciale' und 1899 als 'Fabrique de Chocolat de Berne, Tobler & Cie.' in der Länggasse gegründet, wurde die Fabrik 1984/1985 nach Bern-Brünnen verlegt. Der Produktionsbetrieb wurde in der Folge von Jacobs-Suchard übernommen und wechselte danach zu Krafts Food und Mondelez. Bis 2020 wurde in Bümpliz noch an einem weiteren Standort Schokolade produziert: 1947 baute der Confiseur Walter Gysi den Produktionsbetrieb Gysi AG Chocolatier Suisse in Bümpliz auf. Die Herstellung von Dragées wurde bald auf weitere Produkte ausgeweitet, die u. a. an das Londoner Warenhaus Harrods geliefert wurden.
Eine längere Tradition als die Schokolade hatte in Bümpliz die Sauerkrautherstellung. Da die gewerbsmässige Sauerkrautfabrikation in der Stadt Bern ab 1889 verboten war, wurde die Produktion der 1850 gegründeten Sauerkrautfabrik Fazan zunächst an die Effingerstrasse 67 und 1898 an den Bahnhöheweg 86 in Bümpliz verlegt. Das ursprüngliche Wintergeschäft wurde sukzessive zum Jahresgeschäft ausgebaut, indem Artikel wie Essig, Essigkonserven und Getränke ins Sortiment aufgenommen wurden. 1933 wurde die Firma in eine Aktiengesellschaft umgewandelt und bestand nun unter dem Namen «Ed. Fazan, Berner Sauerkraut-Fabrik, AG». 1944 erfolgte eine erneute Anpassung des Namens: 'Ed. Fazan AG, Berner Sauerkraut-Fabrik', als Louis Berthoud-Fazan mit seiner Gattin Alice Berthoud-Fazan die Alleinverantwortung für den Betrieb übernahm. Dass das Fabrikationsverfahren immer wieder an den letzten Stand der Technik und Wirtschaftlichkeit angepasst wurde, zeigt sich etwa darin, dass die Firma als eine der ersten Sauerkrautfabriken 1952 das Sauerkraut in den praktischen und hygienischen Kunststoffbeuteln auf den Markt brachte. Die Sauerkrautfabrik gehörte dem Fachverband Schweizerischer Sauerkrautfabriken an, der eine Untergruppe der ehemaligen Schweizerischen Gemüse-Union war. Als sich in der Mitte der 1980er Jahre Gebäudeschäden bemerkbar machten und sich eine Sanierung als zu kostspielig erwies, wurde ein Neubau ausserhalb von Bern in Erwägung gezogen. Die errechneten Baukosten waren jedoch zu hoch, weshalb sich der letzte Besitzer zur Liquidation auf Ende 1988 entschied.

## Sport
Der Fussballklub SC Bümpliz 78 hat in der Schweiz schon einige Erfolge verbuchen können. Das Grösste war 1991/92 als der Club in der Nationalliga B spielte. Zurzeit spielt er in der 2. Liga.
Im Eishockey hatte der EHC Rot-Blau Bern-Bümpliz seinen grössten Erfolg 1975/76, als er in der National League B spielte. Zurzeit spielt er in der Regio League.

## Sehenswürdigkeiten

### Einzelbauten

#### Kirchen
Die reformierte Kirche entstand ursprünglich um das Jahr 1000. Sie wurde nach einem Brand 1666 in die heutige Form gebracht und 1678 durch Abraham Dünz erweitert. Die katholische St. Antonius-Kirche an der Morgenstrasse wurde 1961 eingeweiht. Sie ist der Nachfolgebau der Kirche von 1927, die 1959 abgerissen wurde.

#### Altes und neues Schloss
Das Alte Schloss geht auf einen ab dem 9. Jahrhundert als hölzerner Wehrbau errichteten hochburgundischen Königshof zurück. 1954 kaufte es die Stadt Bern und liess es 1979–1980 renovieren. Heute beherbergt das Schloss ein Restaurant. Das Neue Schloss wurde 1742 neben dem nunmehr sogenannten Alten Schloss erbaut. Heute wird es als so genanntes besonderes externes Zeremonielokal verwendet.

#### Landhaus «Fellerstock»

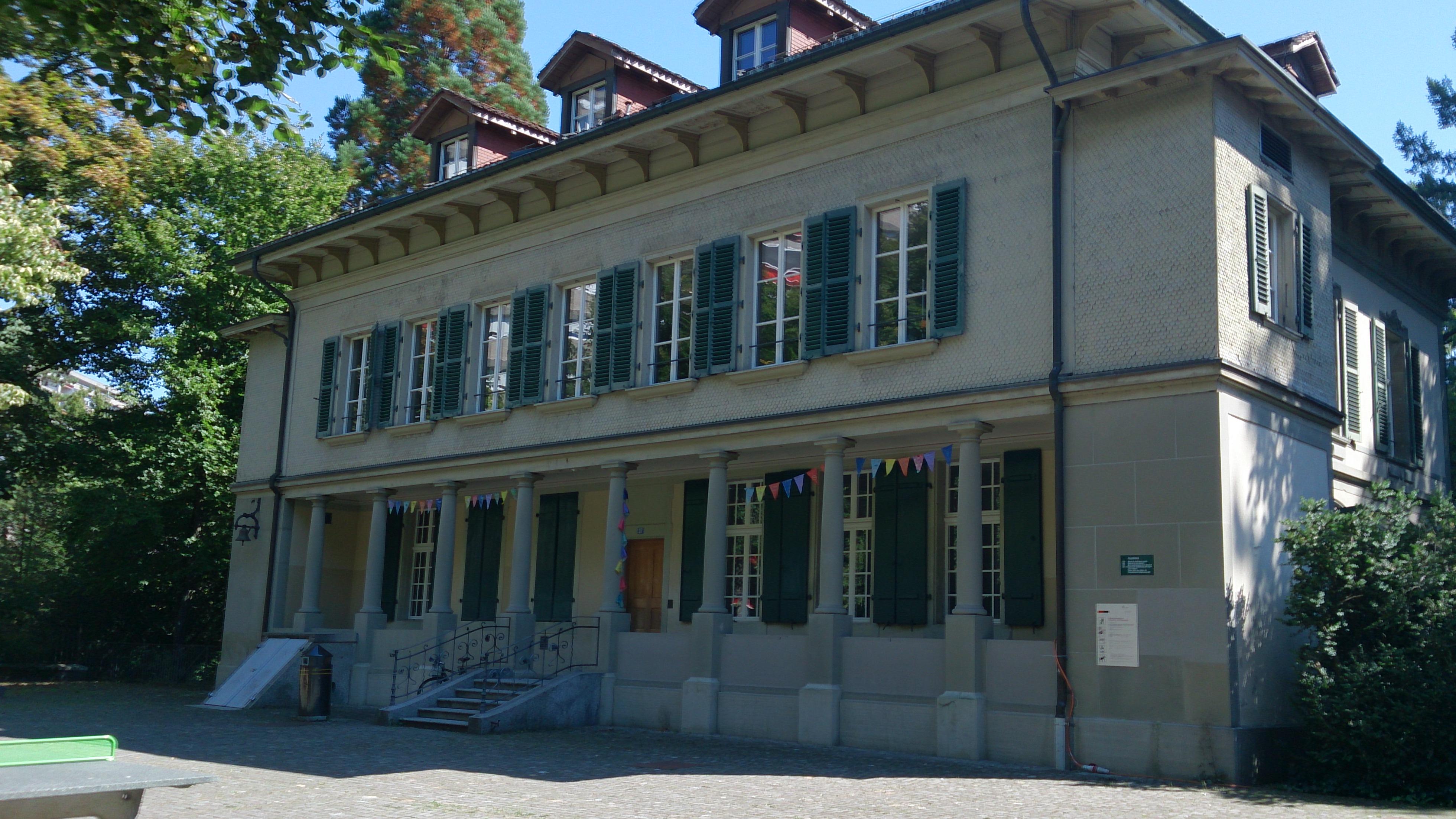
Der «Fellerstock», Nordwestansicht

Der «Fellerstock» ist ein vermutlich durch Viktor von Erlach (1648–1730) erbautes Landhaus inmitten der heutigen Grossüberbauung Fellergut. Während langer Zeit verblieb es im Besitz verschiedener Berner Patrizierfamilien. 1855 liess die damalige Besitzerin, Marie Ninet, das Herrschaftshaus und die Umgebung neu gestalten (Aufsetzen eines Geschosses, neues Walmdach, Anlage des englischen Gartens und zweier Alleen). 1877 erwarb Karl Feller-Sahli (1842–1905) das Landgut, was ihm den bis heute gebräuchlichen Namen «Fellerstock» einbrachte und in dessen Familienbesitz es bis 1968 bleiben sollte. In diesem Jahr ging es in den Besitz der Stadt Bern über. Diese wollte den Bau zuerst abbrechen und durch ein modernes Schulhaus ersetzen, musste ihn jedoch auf öffentlichen Druck hin und mithilfe eines finanziellen Beitrags der letzten Besitzerfamilie renovieren und die geplanten Schulräume in den Altbau integrieren.

## Bümpliz in der Populärkultur
Erstmals wurde der Name Bümpliz im Lied Bümpliz–Casablanca (1989) durch die Band Züri West in die Musikwelt aufgenommen.
Seit 1996 ist der Stadtteil überregional bekannt geworden durch das Lied W. Nuss vo Bümpliz von Patent Ochsner.
Der Schweizer Jazzpianist Ueli Schmutz veröffentlichte im Jahr 1992 das Rock- und Bluesalbum "Going Back To Bümpliz" mit dem gleichnamigen Song, unter dem Bandnamen "The Jackys".